# Cleem Determeijer
Cleem Determeijer (24 maart 1950) is een Nederlands musicus, pianist en toetsenist. 
Determeijers werkzaamheden spelen zich af in twee disciplines: in de klassieke muziek en in de "lichte muze". Waar mogelijk tracht hij deze ogenschijnlijk verschillende muziekstijlen elkaar te laten beïnvloeden.

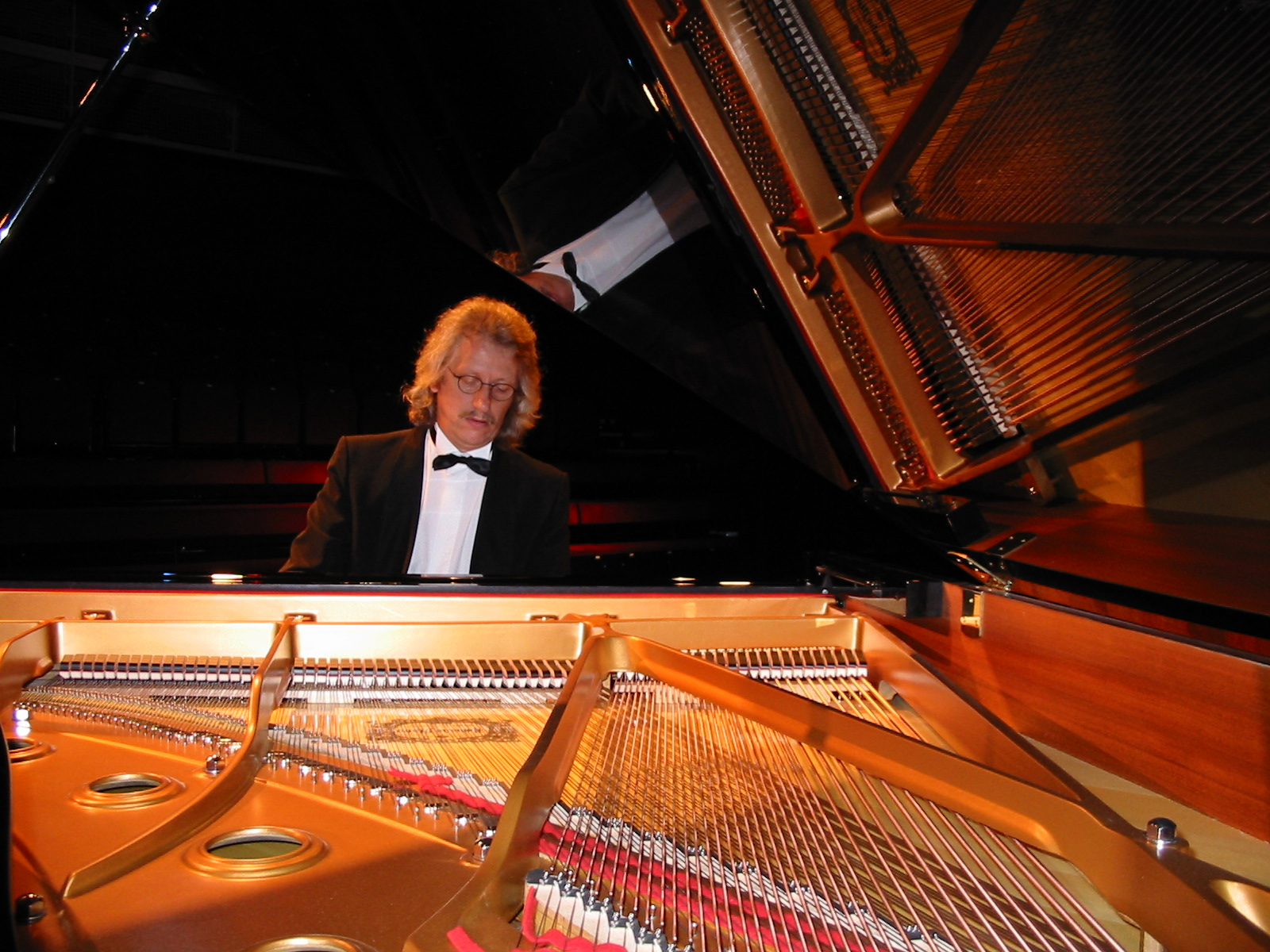

## Werkzaamheden
Cleem Determeijer is sinds 1981 werkzaam bij Muziek- en Dansschool Amstelveen als pianodocent, leider van piano-ensembles, piano-theoriedocent en balletbegeleider.
Hij is sinds 1996 pianist bij het Hillegersbergs Mannenkoor in Rotterdam en tevens sinds 2006 pianist bij de Stichting Belcanto (gevestigd te Bodegraven).

## Opleiding
Zijn klassieke piano-opleiding volgde hij aan het Rotterdams Conservatorium (bij Bart Berman, diploma in 1978) en vervolgens aan het Sweelinck Conservatorium Amsterdam (bij Willem Brons, solistendiploma in 1981).

## Docent
Naast zijn huidige Amstelveense lespraktijk is hij werkzaam geweest als pianodocent aan de muziekschool in Rockanje (1978–1993), waar hij enkele jaren tevens directeur was.
In de jaren 2005–2008 heeft hij gastdocentschappen vervuld aan het Conservatorium van Amsterdam.
Vanwege zijn tweeledige interesse en ervaring – in klassieke en lichte muziek – heeft hij voor diverse instanties lezingen en workshops verzorgd met de titel "De integratie van lichte muziek in de gewone pianoles".

## Klassiek
Als begeleider van vocalisten was Cleem Determeijer in de jaren 1992–1997 werkzaam als pianist bij Ensemble Feelings en van 1995 tot 2001 bij de Rotterdamse Stichting Belcanto. Naast de diverse vaste samenwerkingsverbanden was Cleem ook gedurende kortere perioden begeleider van diverse andere koren en vocalisten.
Op freelancebasis was hij in de jaren 70 gedurende 10 jaar als pianist werkzaam bij het Rotterdams Philharmonisch Orkest en bij het Gewestelijk Orkest voor Zuid-Holland.
Als pianosolist heeft Cleem opgetreden in het Eerste Pianoconcert van Beethoven, Valse-Caprice op. 76 van Saint-Saëns, Adios nonino (Astor Piazzolla) en in de Rhapsody in Blue van George Gershwin.

## Lichte muziek
Cleem heeft als toetsenist deel uitgemaakt van verschillende pop- en rockformaties, zoals:
- The Urchins (coverband 1967-1970) met zanger Eppo Farla, basgitarist Arie Mudde, drummer Ton Baas, later met gitarist Henk Hemmes, basgitarist Maarten Hemmes, drummer Henk Smit en weer later met zijn broer Rob Determeijer op drums.
- Crusade, een Rotterdamse band die een kweekvijver genoemd kan worden voor musici die later in diverse andere landelijk bekende formaties zijn terug te vinden. Zo speelt hij in Crusade (rock en underground 1970-1974) samen met basgitarist Henk Bol (die later onder meer onder de naam Philhelmon eigen project-cd's uitbrengt), drummer Mels Bol (die later drumt bij Cuby & the Blizzards, vervolgens de jazz- en bigbandwereld ingaat en in 2011 een Nederlandstalig jazzproject opzet), gitarist Willem van de Wall (later onder meer te vinden in Livin' Blues) en in een latere samenstelling ook Pjotr Jurtschenko op dwarsfluit (die later in talrijke jazzcombo's speelt). De band treedt in diverse samenstellingen op: als viermansformatie, als trio en ook met vijf man. Zeker in de periode dat Crusade uit drie man bestaat (toetsen, bas, drums) vinden zij hun voorbeelden in de progressieve rock en de underground van die tijd zoals die van Soft Machine, Supersister, Cream en Pink Floyd. Het grote voorbeeld voor Determeijer is Keith Emerson. Die invloeden zijn in de lange improvisaties tijdens hun concerten terug te horen.
- Finch (symfonische rock). Hier speelt hij in de periode 1975/1976 samen met gitarist Joop van Nimwegen, basgitarist Peter Vink (voormalig Q65 en later te vinden o.a. bij Ayreon) en drummer Beer Klaasse (voormalig Q65 en Groep 1850). De groep krijgt landelijke bekendheid door de lp's "Glory of the inner force" en "Beyond expression" en door hun vele concerten. Ook in het buitenland krijgt de groep bekendheid doordat lp's onder meer in de Verenigde Staten en Japan worden uitgebracht. Dat het muzikale gedachtegoed van Finch voortleeft mag blijken uit het feit dat in 2012 (bijna 40 jaar na dato) een lp is  uitgebracht (met live-opnamen uit 1975), als een verzamelbox: een driedubbel-cd met "opgepoetst" Finch-materiaal.
- Pitchband (coverband 1988–1991) met zanger-gitarist Henk Sauselé, basgitarist Henk Bol, drummer Mels Bol, later met Johan Fekkes op basgitaar.
- Veralin (symfonische rock 1992–1998). Hier vinden Cleem Determeijer en Peter Vink elkaar weer terug. Ze proberen de symfonische draad op te pakken en doen dat samen met zangeres Mirjam van Doorn, gitarist Eric Nootebos, drummer Arnie Bongaards, later met gitarist Niels Hoppe en drummer Remco Klaasse (de zoon van Beer – zie Finch), Debby Schreuder-backing vocals. De cd's "On the run" en "Opposites" getuigen daarvan. In sommige Veralinnummers van Determeijers hand is naast de invloed van Keith Emerson ook beïnvloeding door Billy Joel hoorbaar. Als de opnames voor hun 3e cd "Now" praktisch voltooid zijn, verbreekt hun Japanse platenmaatschappij om organisatorische redenen het contract. De cd komt nooit uit en Veralin gooit de handdoek in de ring. Het afscheidsconcert vindt plaats op 18 september 1998 in Het Kasteel in Alphen a.d. Rijn.

Naast deze vaste bands en ensembles was Cleem ook als gastmuzikant te vinden in diverse andere formaties.
Bovendien verleende hij als toetsenist ook medewerking aan verschillende cd-projecten, zoals:
- "Different places, different faces" (project van Henk Bol – 1980/85)
- "Anthony" (project van Arjen Lucassen – 1993/94)
- "Planet nine" (Arjen Lucassen – 1993)
- "Ayreon" (Arjen Lucassen – 1994/96)
- "Achter glas" (project van John Swint – 2006)
- "Enjoy it while it lasts" (Henk Bol – 2012)
- Melle’s Jazz Project (Mels Bol – 2012)
- JtR1888 (Magoria – 2019)
- Hollingsworth Mansion (Magoria – 2024)

## Naast het actieve muziekleven
Determeijer is op bestuurlijk terrein actief geweest als voorzitter van de Ondernemingsraad van Muziek- en Dansschool Amstelveen, als bestuurslid van Stichting Muziekleven Westvoorne en als vicevoorzitter van EPTA Nederland (European Piano Teachers Association).